# 718. pehotna divizija (Wehrmacht)
718. pehotna divizija (izvirno nemško 718. Infanterie-Division; kratica 718ID) je bila pehotna divizija Heera v času druge svetovne vojne.

## Zgodovina
Divizija je bila ustanovljena 26. marca 1941 kot zasedbena divizija 15. vala. 1. aprila 1943 je bil divizija preoblikovana v 118. lovsko divizijo.

## Vojna služba
| Datum             | Delovanje       | Korpus                | Armada     | Armadna skupina           | Področje                 |
| 15. maj 1941      | v ustanavljanju | 18. armadni korpus    |            |                           | Domovina                 |
| 30. maj 1941      |                 | 60. armadni korpus    | 2. armada  | Armadna skupina Jugovzhod | Jugoslavija              |
| 17. junij 1941    |                 | 65. armadni korpus    | 12. armada | Armadna skupina Jugovzhod | Srbija                   |
| januar 1942       |                 | 65. armadni korpus    | 12. armada | Armadna skupina Jugovzhod | Srbija                   |
| 3. marec 1942     |                 | Befehlshaber Serbien  | 12. armada | Armadna skupina Jugovzhod | Srbija                   |
| 17. november 1942 |                 | Befehlshaber Kroatien | 12. armada | Armadna skupina Jugovzhod | Neodvisna država Hrvaška |
| januar 1943       |                 | Befehlshaber Kroatien | 12. armada | Armadna skupina Jugovzhod | Srbija                   |

## Organizacija
- 738. pehotni polk
- 750. pehotni polk
- 668. artilerijski bataljon
- 718. divizijske enote

## Pripadniki
Divizijski poveljniki
| 1. | Generalporočnik Johann Fortner |  | (3. maj 1941 – 13. marec 1943)   |
| 2. | Generalporočnik Josef Kübler   |  | (13. marec 1943 – 1. april 1943) |